# Триселенид дискандия
Триселенид дискандия — бинарное неорганическое соединение
скандия и селена
с формулой Sc2Se3,
кристаллы.

## Получение
- Нагревание чистых веществ:

{\displaystyle {\mathsf {2Sc+3Se\ {\xrightarrow {T}}\ Sc_{2}Se_{3}}}}

## Физические свойства
Триселенид дискандия образует кристаллы
ромбической сингонии, пространственная группа F ddd, параметры ячейки a = 1,0832 нм, b = 0,7658 нм, c = 2,2974 нм, Z = 16
.